# AIDAblu
AIDAblu — четвёртое круизное судно класса «Sphinx» (проектное обозначение AIDA SPHINX IV) находящееся в собственности компании Societa di Crociere Mercurio S.r.l. и эксплуатируемое оператором AIDA Cruises было построено в 2010 г. в Германии в Папенбурге на верфях Meyer Werft GmbH. Судами-близнецами являются суда класса «Sphinx»   AIDAbella, AIDAdiva, AIDAluna и AIDAsol.

## История судна
Судно стоимостью около 352 млн. евро   было заказано 12 июня 2007 г. и строилось на верфи Meyer Werft в Папенбурге. Закладка киля под заводским номером 680 состоялась 25 июля 2007 года . Судно первым в своём классе оказалось увеличенным на половину палубы, в результате чего тоннаж увеличился до 71 304 регистровой тонны, а по длине превосходит типовое судно класса  AIDAdiva на 1,44 м. Первым капитаном судна был назначен Фридхольд Хопперт. Ранее в компании уже было судно под таким названием, однако в 2007 г. было продано и получило новое название Pacific Jewel. 5 января 2010 г. судно покинуло док и пришвартовалось к достроечной стенке. Перегон судна вперёд кормой по Эмсу из Папенбурга в Эмден состоялся 15 января 2010 г. и завершился утром 16 января спустя 16 часов. До запланированной сдачи пароходству 4 февраля 2010 г. были выполнены завершающие работы и ходовые испытания в Северном море. Церемония крещения состоялась 9 февраля 2010 г. перед зданием рыбного аукциона в Гамбургском порту. Крёстной матерью стала модный дизайнер Джетте Йооп (Jette Joop). Свидетелями церемонии крещения стали и гости первого рейса судна, уже находившиеся на его борту. Из Гамбурга судно сразу же отправилось 12-дневный рейс в Пальма-де Мальорка, после чего эксплуатировалось в Северной Европе. Зимой 2010/11 совершало круизы в Карибском море. С мая 2011 г. судно снова посещало порты Северной и Западной Европы, а следующую зиму проведёт у Аравийского полуострова.

## На борту
На оснащённом по классу Sphinx судне имеется 1096 кают, из которых 471 каюта имеет балкон. AIDAblu стала первым судном компании, которое обзавелось собственной пивоварней на борту, производящей пиво марки Hövels.

## Примечание
1. 1 2 3 4 5 6  Germanischer Lloyd Архивировано 11 ноября 2013 года.  (англ.)
2. ↑  Fakta om fartyg (швед.). Архивировано из оригинала 31 июля 2012 года.
3. ↑  "Aida Blu" schippert auf der Ems gen Nordsee Архивная копия от 14 января 2011 на Wayback Machine  (нем.)